# 알바리뇨

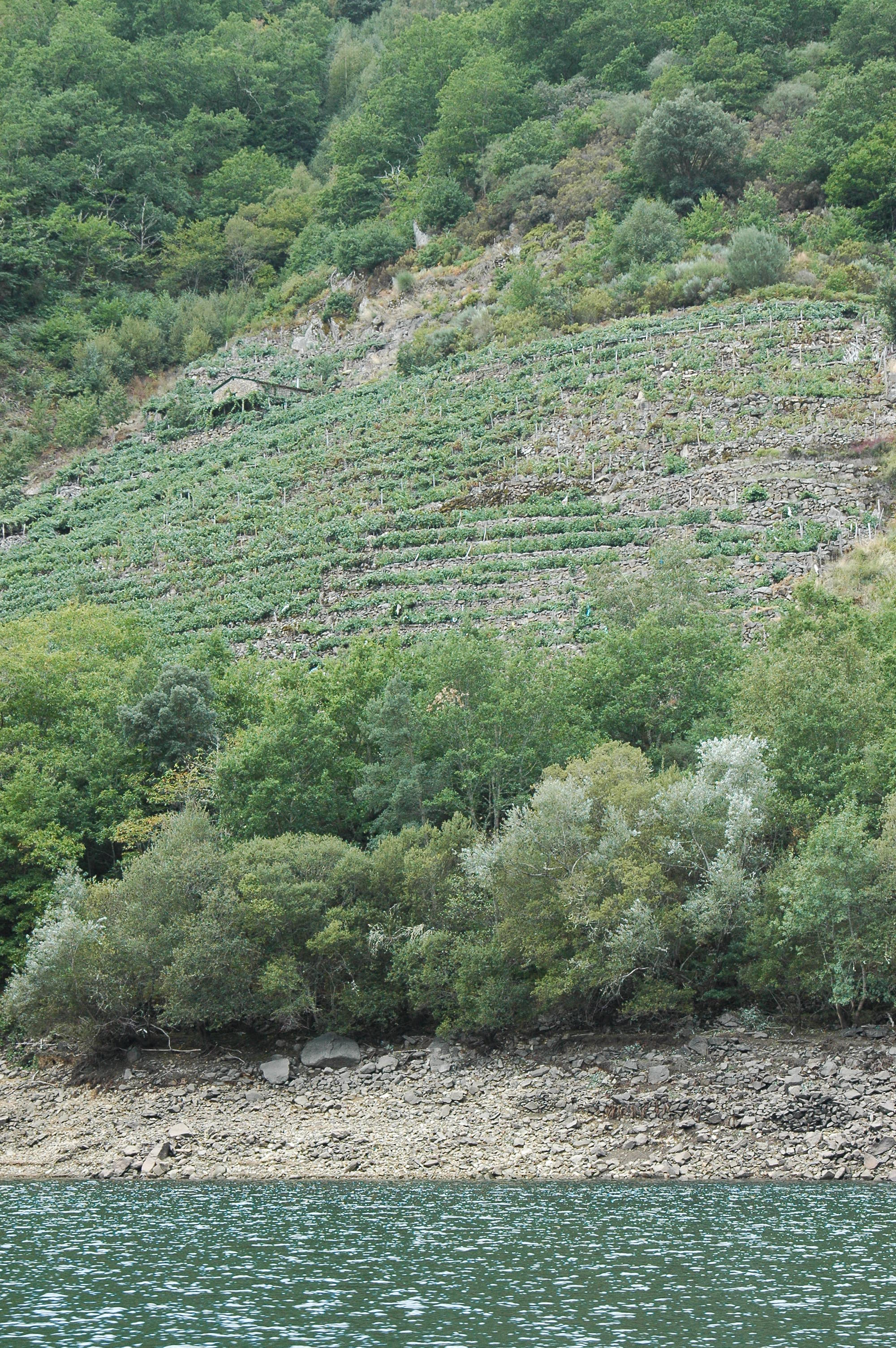
스페인 오렌세(Ourense) 실(Sil) 강 근처 경사진 지면의 알바리뇨 포도

알바리뇨(갈리시아어 발음: [alβaˈɾiɲʊ]</link> ) 또는 Alvarinho (포르투갈어 발음: [alvɐˈɾiɲu]</link> )는 스페인 북서부의 갈리시아(Galicia) 및 포르투갈 북서부의 몬사웅(Monção)과 멜가수(Melgaço)에서 재배되는 청포도 품종으로 화이트와인 생산에 사용된다. 갈리시아어로 Albariño, 포르투갈어로 Alvarinho라고 불리며, 종종 Cainho Branco로 불리기도 한다.
12세기에 클루니(Cluny) 수도사들이 이베리아(Iberia)에 들여온 것으로 추정했으나, 최근 연구에 따르면 Albariño/Alvarinho의 원산지는 갈리시아/포르투갈인 것으로 밝혀졌다. 갈리시아어 'Albariño'와 포르투갈어 'Alvarinho'는 모두 '하얀, 희끄무레한'을 의미하는 'albo<albus' 에서 파생되었다.  현지에서는 프랑스의 알자스(Alsace) 지역에서 유래한 리슬링 클론으로 여겨왔지만, 리슬링(Riesling)이 포도 품종으로 알려진 최초의 기록은 12세기가 아닌 15세기이다. 또한, 이는 프랑스 포도 품종인 쁘띠 만생(Petit Manseng)과 가까운 친척이라는 이론도 존재한다.
마데이라(Madeira)의 알바리뇨 릴라스(Alvarinho Lilás) 포도와 혼동해서는 안 된다.

## 주요 지역
스페인은 리아스 바이샤스(Rías Baixas) DO, 특히 캄바도스(Cambados), 콘다도 도 티(Condado do Tea) 및 바르반자 에 이리아(Barbanza e Iria) 지역에서 상당한 수준의 Albariño가 생산된다. 포르투갈에서는 비뉴 베르데(Vinho Verde) 지역에서 흔히 볼 수 있으며, 몬사웅(Monção)과 멜가수(Melgaço)에서만 재배가 허가된다. 리베이로(Ribeiro), 리마(Lima), 브라가(Braga) 또는 발데오라스(Valdeorras) 와 같은 다른 지역에서는 종종 루레이라(Loureiro), 고델로(Godelho), 카이뉴(Cainho) 또는 보라칼(Borraçal), 아린토(Arinto) 또는 트레이사두라(Treixadura)와 같은 다른 포도와 혼합하여 블렌드 와인을 생산한다. 이러한 블렌드 와인은 1985년경까지 갈리시아 전역에서도 흔했으나, 1986년에 리아스 바이샤스(Rías Baixas) DO가 실험 재배 지역으로 자리를 잡으면서 알바리뇨는 지역적 및 국제적으로 품종 와인으로 부상했다. 최근에는 유럽 및 미국 와인을 뛰어넘는 맛과 깔끔하면서도 잘 익은 과일의 풍부한 풍미를 선호하는 와인 애호가들에게 주목받는 품종 와인이 되었다. 이는 강 건너편의 포르투갈에서 생산된 알바리뇨 와인과는 현저히 다른 특징을 지니고 있다.
알바리뇨는 현재 산타 이네즈 밸리(Santa Ynez Valley), 클락스버그(Clarksburg), 나파(Napa), 에드나 밸리(Edna Valley) 및 로스 카네로스(Los Carneros) AVA를 포함한 여러 캘리포니아 지역에서 생산된다. 또한, 오레곤(Oregon)과 워싱턴(Washington)주에서도 생산되는데, 오레곤에서는 엄프콰 밸리(Umpqua Valley) AVA에 있는 아바셀라 와이너리(Abacela Winery) 에서 처음으로 생산되었다.
이는 우루과이(Uruguay)에서도 재배되며, 보데가 가르손(Bodegas Garzon)에서 품종 와인으로 생산된다.
최근 몇 년간 알바리뇨는 호주 와인 생산자들의 관심을 끌었으며, 생산자 중 몇몇은 현재 품종 와인을 생산하고 있다. 그러나 최근 호주의 포도 재배자와 와인 제조 업체가 10년 넘게 라벨이 잘못 붙여진 알바리뇨를 공급 및 판매해 온 사실이 밝혀졌다. 스페인산 포도로 여기며 재배 및 생산하여 시장에 내놓았지만, 2008년 호주를 방문한 프랑스의 전문가가 의문을 제기했다. DNA 테스트를 통해 포도가 실제로 프랑스산 사바냥(Savagnin)임을 확인했으며, 호주에서 알바리뇨 라벨이 붙은 와인의 대부분은 사바냥(Savagnin)인 것으로 밝혀졌다.

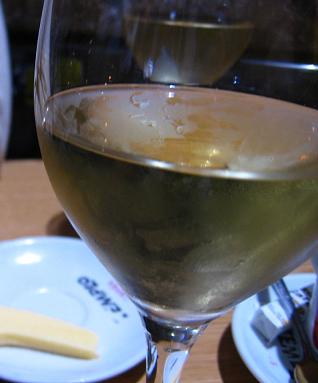
갈리시아산 알바리뇨 와인.

## 와인 특성
은은한 시트러스 향을 품은 독특한 보타니컬 아로마가 특징적이며 살구와 복숭아 향을 머금고 있다. 비오니에(Viognier), 게뷔르츠트라미너(Gewurztraminer) 및 쁘띠 만생(Petit Manseng)과 매우 유사하다. 아주 가볍고 산도가 높으며, 알코올 도수는 11.5~12.5%이다. 껍질이 두껍고 포도 씨를 많이 포함하고 있기 때문에 끝에 쓴맛이 남을 수 있다.

## 포도재배

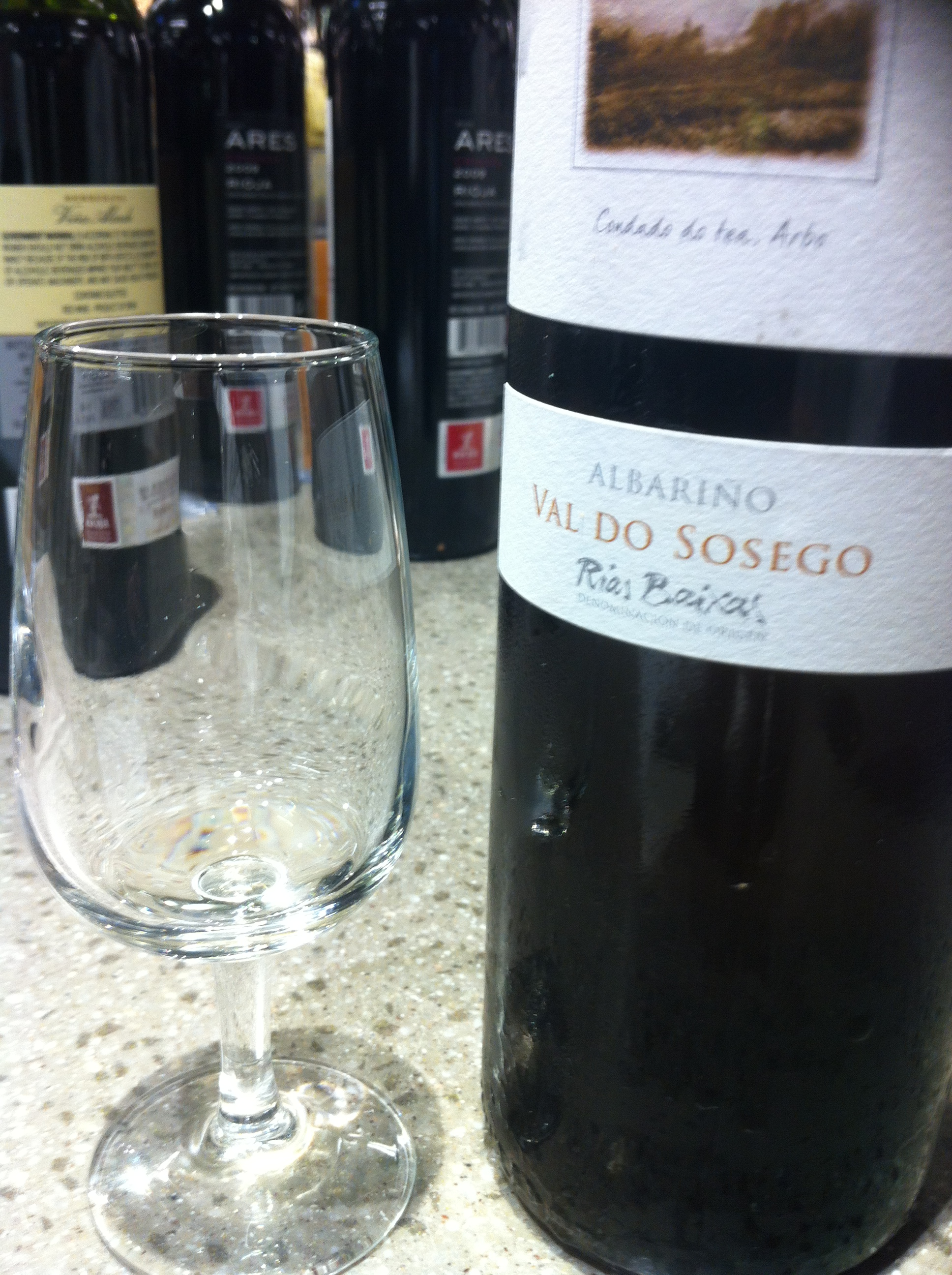
스페인산 알바리뇨 와인.

알바리뇨 포도나무는 수백 년간 포플러 나무 줄기 주위와 들판 바깥 가장자리의 덤불에서 재배된 것으로 알려졌다. 이는 포르투갈의 비뉴 베르데(Vinho Verde) 지역에서 일부 재배자들이 여전히 사용하는 방식이다. 그러나 세기 중반에 재배자들은 대규모 투자를 하여 전문적인 포도 재배자가 되었다. 비뉴 베르데(Vinho Verde)의 포도나무는 일반적으로 높은 퍼걸러 방식으로 식재되어 과도한 수확을 조장하며, 종종 8.5% 이상의 알코올 함량을 초과하지 않는 포도로 자란다. 포도원의 포도나무는 포도나무 당 30~40개의 싹을 수용할 수 있도록 큰 캐노피로 연결된 것이 일반적이다. 열과 습도에 민감하지만, 수확량이 많고 군집이 많아 포도가 숙성되는 정도의 차이를 유지한다.

## 동의어
Albariño는 Albarina, Alvarin Blanco, Alvarinha, Alvarinho, Azal Blanco, Galego 및 Galeguinho로도 알려져 있다.

## 그 외
- 포르투갈 포도 품종 목록

## 참고자료
1. ↑  “denominação de origem alvarinho”. 2020년 7월 31일.
2. ↑  “Así se descubriu a orixe galega do albariño”. 2020년 7월 21일.
3. ↑  Oz Clarke Encyclopedia of Grapes pg 167 Harcourt Books 2001 ISBN 0-15-100714-4
4. ↑  “A identidade das castas de videira portuguesas” (PDF).
5. 1 2 3  Oz Clarke Encyclopedia of Grapes pg 36 Harcourt Books 2001 ISBN 0-15-100714-4
6. ↑  “Instituto da Vinha e do Vinho” (PDF).
7. 1 2  Split Personality 보관됨 2004-06-04 - 웨이백 머신, a December 2002 Wine Spectator article (registration required to read archived article)
8. ↑  “Albarino”. 2008년 10월 10일에 원본 문서에서 보존된 문서.
9. ↑  “Umpqua Valley Winegrowers - The Umpqua Valley”. 《www.umpquavalleywineries.org》. 2018년 4월 6일에 확인함.
10. ↑  “Abacela”. 《www.abacela.com》. 2018년 4월 6일에 확인함.
11. ↑  “Getting to Know Oregon and Washington Albariño”. 《jamesonfink.com》. 2014년 7월 16일. 2018년 4월 6일에 확인함.
12. ↑  White, Leslie (2009년 4월 15일). “White wine fiasco”. 《The Weekly Times》. 2012년 11월 18일에 원본 문서에서 보존된 문서. 2010년 5월 11일에 확인함.
13. ↑  Garrido, João; Mota, Teresa.Manual Técnico, Comissão de Viticultura dos Vinhos Verdes, 2004
14. ↑  Clarke, Oz (2008). 《Grapes and Wines》. Pavilion Books. 36쪽. ISBN 978-1-862058354.